# Chó bò cảnh
Chó bò cảnh (tiếng Anh:Toy Bulldog) là một giống chó tuyệt chủng đã tồn tại ở Anh trong thế kỷ 18 và đầu thế kỷ 19. Các nhà lai tạo đã làm việc theo hai hướng khác nhau để tạo ra giống chó này. Một là giảm kích thước chó bò (Bulldog). Điều này không thành công do các biến chứng với việc lai tạo những con chó có kích thước nhỏ cách thường xuyên của giống chó này lại với nhau. Kích thước thấp bé của chó con giống chó bò (Bulldog) đã và vẫn thỉnh thoảng được sinh ra từ cha mẹ có kích thước bình thường, nhưng chúng không phải là những con chó khỏe mạnh nhất, cũng không phải là con chó có khả năng sinh sản tốt nhất. Chúng thường sinh ra những con chó con có kích cỡ bình thường. Vì vậy, phiên bản này của giống chưa bao giờ được thành lập.
Một nỗ lực khác của việc tạo ra Chó bò cảnh là thông qua lai Chó bò Pháp, Chó bò Anh và con cái của chúng để giảm trọng lượng đến 20 pound như mong muốn. Có một số con chó được tạo ra, và giống chó này được trình bày bởi "Câu lạc bộ Chó cảnh bò Anh" đến câu lạc bộ Chăm sóc Chó. Tuy nhiên, phiên bản này của giống chó cũng chưa được phát triển đến mức được chính thức công nhận. Các nhà lai tạo Anh và đại diện của Câu lạc bộ Chăm sóc Chó Anh đã từ chối công nhân một con chó có nguồn gốc giống hỗn hợp từ các giống chó bò.